# Edward Edgcumbe (7e comte de Mount Edgcumbe)
Edward Piers Edgcumbe, 7e comte de Mount Edgcumbe (13 juillet 1903 - 9 décembre 1982) est un homme politique, agriculteur et pair britannique.

## Biographie
Il est le quatrième enfant et premier fils de George Valletort Edgcumbe (petit-fils de George Edgcumbe) et de Georgina Mildred Bell.
Son père s'est installé comme agriculteur en Nouvelle-Zélande. 
Il ne semble pas avoir participé à la Seconde guerre mondiale avec l'armée néo-zélandaise ou bien avec l'armée britannique.
Le 10 février 1965 il succède à son cousin, Kenelm Edgcumbe, 6e comte de Mount Edgcumbe, comme comte de Mount Edgcumbe et prend le 31 juillet 1968 son siège à la Chambre des lords.

## Distinctions

### Décorations britanniques
- Médaille du jubilé d'argent d'Élisabeth II (6 février 1977)